# Jalal Kameli-Mofrad
Jalal Kameli Mofrad är en iransk före detta fotbollsspelare som är född i Shadegan i Iran. Han är en av få iranska fotbollsspelare som var handplockade av landslagscoachen Branko Ivanković.
Han var med i laget som vann fotbollsturneringen vid de asiatiska spelen 2002 i Busan, Sydkorea.